# Liste von Persönlichkeiten der Stadt Wismar
Die Liste von Persönlichkeiten der Stadt Wismar führt bekannte Personen auf, die in Wismar geboren sind bzw. gelebt und gewirkt haben.

## Bürgermeister und Oberbürgermeister
- anno 1260: Hildbrandt von Pfuel
- 1411–1416: Claus Jesup
- 1419–1427: Johann Bantzkow
- 1427–1430: Claus Jesup
- 1428–1451: Peter Loste
- 1451–1475: Peter Langjohann
- um 1511: Heinrich Malchow
- 1669–1677: Heinrich Schabbel
- 1826–1835: Anton Haupt (der Ältere)
- 1872–1889: Anton Haupt (der Jüngere)
- 1. August 1919 bis 29. Juli 1929: Rechtsanwalt Hans Raspe (1877–1957, parteilos konservativ)
- 1929 bis 8. März 1933:  Heinrich Brechling (1897–1959, SPD)
- 8. März 1933 bis 21. Mai 1945: Alfred Pleuger (NSDAP)
- 22. Mai 1945 bis 21. Juni 1945: Heinrich Freiherr von Biel (parteilos)
- 22. Juni 1945 bis 2. August 1945: Heinz Adolf Janert (parteilos)
- 2. August 1945 bis 20. September 1945: Karl Keuscher (KPD)
- 21. September 1945 bis 15. Dezember 1945: August Wilke  (KPD)
- 15. Dezember 1945 bis 31. Dezember 1950: Herbert Säverin (SPD/SED)
- Januar 1951 bis Juni 1952 Erhard Holweger (SED)
- 18. August 1953 bis 7. Juni 1957: Herbert Kolm (SED)
- 5. Juli 1957 bis 14. April 1969: Herbert Fiegert (SED)
- 15. April 1969 bis 15. November 1989: Günter Lunow (SED)
- 15. November 1989 bis 30. Mai 1990: Wolfram Flemming (SED), kommissarisch eingesetzt
- 30. Mai 1990 bis 17. Juli 2010: Rosemarie Wilcken (SPD)
- ab 17. Juli 2010: Thomas Beyer (SPD)[1]

## Schwedische Gouverneure der Stadt Wismar
Die in Wismar von 1648 bis 1803 ansässigen schwedischen Gouverneure und Stadtkommandanten unterstanden direkt dem jeweiligen Generalgouverneur von Schwedisch-Pommern.
- um 1641: Johan Liljesparre († 1641)[2]
- um 1644 bis 1652: Erich Hansson Ulfsparre († 1652)[3]
- 1652–1654: Jürgen (Georg) Paykull[4]

1654–1657: diverse, im Streit wechselnde Kommandanten
- 1657–1675: Conrad Mardefelt († 1688)
- 1680–1683: Bernhard Christian Wangelin († 1686)
- 1683: Carl Leonhard Müller von der Lühne
- 1687–1690: Otto Johann von Grothusen (* 1627; † 1697)
- 1690–1693: Friedrich von Buchwald († 1693)[4]
- 1693–1696: Jürgen Mellin (* 1633; † 1713)
- 1696–1698: Nils Carlsson Gyllenstierna (* 1648; † 1720)[4]
- 1698–1700: Bernhard von Liewen († 1703)[4]
- 1704: Hans Isaac Ridderhielm († 13. August 1709 in Wismar)
- 1710: Mauritz Vellingk
- 1710: Reinhold Johan von Fersen
- 1713–1714: Gustaf Adam Taube (* 1673; † 1732)[5]
- um 1714: Freiherr von Schoultz

1716–1720: Unterbrechung der schwedischen Regierung Wismars durch die Einnahme durch mit Preußen und Hannover verbündete dänische Truppen
- 1773: Karl Ludwig von Hintzenstern

## Ehrenbürger
- 1845: Christian (Samuel Louis) Frege, (1780–1855) Kaufmann und Gutsbesitzer[6]
- 1861: Ulrich (Carl Adolph) von Bassewitz, (1781–1866) deutsch-schwedischer Oberstleutnant, Begründer mildtätiger Stiftungen[6]
- 1878: August (Friedrich Ulrich) von Lützow, (1800–1879) Erblandmarschall auf Eickhof[6]
- 1895: Otto (Eduard Leopold) von Bismarck,(1815–1898) erster Reichskanzler des Deutschen Reiches
- 1903: Fortunatus (Ludwig Heinrich Friedrich) von Oertzen, (1842–1922) Geheimrat[6], Minister, Gesandter.
- 1969: Herbert Fiegert (1904–1983), Oberbürgermeister von Wismar 1957–1969
- 1988: Marita Meier-Koch, Leichtathletin, mehrfache Weltmeisterin, Weltrekordhalterin und Olympiasiegerin
- 1989: Karl-Heinz Kalusche, 1. Sekretär der SED-Kreisleitung, (Verleihung am 21. Juni; Kalusche gab die Ehrenbürgerschaft am 13. Dezember 1989 wieder zurück)
- 2004: Gottfried Kiesow (1931–2011), deutscher Denkmalpfleger
- 2015: Rosemarie Wilcken, Bürgermeisterin von Wismar 1990–2010[7]

## Söhne und Töchter der Stadt

### 15. – 17. Jahrhundert
- Heinrich Never († 1553), Mönch des Franziskanerordens im Grauen Kloster in Wismar
- Franz von Stiten († 1590), Ratsherr der Hansestadt Lübeck
- Nicolaus Böddeker († 1459), Bischof
- Johann IV. Junge († 1389), Bischof von Schwerin
- Bernhard Witte († 1442), Zisterzienser und Abt des Klosters Doberan
- Johann Kruse, Laienbruder der Zisterzienser im Kloster Doberan
- Brand Hogefeld († 1496), Kaufmann und Ratsherr der Hansestadt Lübeck
- Konrad Loste († 1503), Jurist und Bischof des Bistums Schwerin
- Konrad Pegel (1487–1567), Theologe, Professor für Pädagogik und Beredsamkeit
- Reimar Kock († 1569), evangelischer Theologe, Chronist von Lübeck
- Anna zu Mecklenburg (1533–1602), Prinzessin, Herzogin von Kurland und Semgallen
- Sophie von Mecklenburg (1557–1631), Gemahlin von König Friedrich II. von Dänemark
- Bernhard Latomus († 1613), mecklenburgischer Historiker
- Hieronymus Schabbel (1570–1635), Jurist und Syndicus der Hansestadt Lübeck
- Otto Tanck (1587–1637), Stadtsyndicus und Dompropst in Lübeck
- Heinrich Schabbel (1607–1677), Advocat am Tribunalgericht, Ratsherr und Bürgermeister in Wismar
- Hartwig Bambamius (†  1688), Jurist und Oberaltensekretär der Hansestadt Hamburg
- Daniel Georg Morhof (1639–1691), Literaturhistoriker und Polyhistor
- Joachim Gerstenbüttel († 1721), Barockkomponist
- Nils Gyllenstierna (1648–1720), schwedischer Feldmarschall und Generalgouverneur der Herzogtümer Bremen und Verden
- Georg Friedrich Schnaderbach (1669–1716), lutherischer Geistlicher
- Joachim Christoph Nemeitz (1679–1753), Hofmeister und Schriftsteller
- Karl Bernhard Klinckowström (1682–1704), Kammerpage und Günstling des schwedischen Königs Karl XII.
- Otto von Klinckowström (1683–1731), schwedischer Staatsbeamter und Diplomat
- Johann Joachim Jörcke (1684–1729), deutscher Jurist und Bürgermeister von Rostock
- Johan Henrik Scheffel (1690–1781), schwedischer Maler

### 18. Jahrhundert
- Caspar Ruetz (1708–1755), Kantor und Komponist
- Georg Gustav Gerdes (1709–1758), Jurist und Historiker
- Christian Peters (1711–1755), Jurist und Ratsherr der Hansestadt Lübeck
- Johan Carl Wilcke (1732–1796), deutsch-schwedischer Physiker
- Karl Friedrich Paelike (1736–1783), [Geburtsort unsicher!], Jurist und Hochschullehrer an der Universität Helmstedt
- Johann Kaspar Velthusen (1740–1814), evangelischer Theologe
- Erich Christian Klevesahl (1745–1818), Philosoph, Historiker und Theologe
- Constantin Brun (1746–1836), deutsch-dänischer Kaufmann
- Caspar Gabriel Gröning (1752–1799), Jurist und Autor
- Christian Heinrich Kindler (1762–1845), Bürgermeister der Hansestadt Lübeck
- Hermann von Engelbrechten (1765–1818), Generalleutnant in schwedischen und preußischen Diensten
- Johann Ernst Parow (1771–1836), evangelischer Theologe und Hochschullehrer
- Karl von Breitenstern (1777–1825), Jurist, Bürgermeister von Wismar
- Franz Heinrich Martens (1778–1805), Mediziner und Hochschullehrer
- Friedrich Christoph Dahlmann (1785–1860), Historiker und Staatsmann
- Johann Gottfried Martens (1786–1864), Schiffsklarierer, Kaufmann und Mitinitiator des Wismarer Friedhofs.
- Nikolaus Georg Gabriel Gahrtz (1791–1830), Jurist
- Carl Griewank (1795–1872), lutherischer Geistlicher und Naturforscher
- Friedrich Pentzlin (1796–1870), Arzt am Stadtkrankenhaus und Schriftsteller

### 19. Jahrhundert
- Anton Haupt (1800–1835), Jurist und Bürgermeister von Wismar
- Carl Düberg (1801–1849), Maler und Lithograph
- Hermann Gustav Fabricius (1802–1854), Rechtsanwalt und Notar, Syndicus und Senator der Hansestadt Wismar
- Eduard Haupt (1805–1868), Theologe, Mitglied der Frankfurter Nationalversammlung
- Christian Düberg (1806–1873), Jurist und Publizist
- Ferdinand Schröder (1812–1884), Theologe und Pädagoge
- Friedrich Soltau (1813–um 1893), Volkswirtschaftler, Politiker und Philologe
- Carl Canow (1814–1870), mecklenburgischer Maler
- Franz Schmidt (1814–1882), Mediziner, Entomologe und Ornithologe
- Iwan von Gloeden (1815–1850), Rechtswissenschaftler und Publizist
- Heinrich Thormann (1816–1890), Architekt
- Heinrich Ewers (1817–1885), Maler
- Johann Christian Kruse (1818–1898), Politiker
- Gustav Ludolf Martens (1818–1872), Architekt
- Heinrich Keil (1822–1894), Altphilologe
- Theodor Martens (1822–1884), Architektur- und Landschaftsmaler
- Friedrich Crull (1822–1911), Arzt, Historiker, Archivar, Heraldiker
- Friedrich Maassen (1823–1900), deutsch-österreichischer Rechtsprofessor und Publizist
- Theodor Ackermann (1825–1896), Pathologe und Hochschullehrer
- Andreas Kielmann (1825–1873), Maler
- Anton Haupt (1826–1889), Politiker (NLP), Bürgermeister von Wismar
- Carl Struck (1832–1898), Lehrer und Naturforscher
- Ferdinand Meyer (1833–1917), Maler
- Wilhelm Maßmann (1837–1916), Jurist; Reichsoberhandelsgerichtsrat und Senatspräsident am Reichsgericht
- Julius Pentzlin (1837–1917), evangelischer Pfarrer und Pädagoge
- Wilhelm Bade (1843–1903), Kapitän, Unternehmer und Pionier der deutschen Nordland- und Polartouristik
- Wilhelm Claussen (1844–1869), Komponist
- Julius Lundwall (1844–1930), Architekt, Bauingenieur und Bauunternehmer
- August von Holstein (1847–1903), königlich preußischer Generalleutnant
- Gottlob Frege (1848–1925), Mathematiker, Logiker und Philosoph
- Hermann Ritter (1849–1926), Bratschist, Komponist und Musikhistoriker
- Gottlieb Becker (1852–1910), Konteradmiral der Kaiserlichen Marine
- Hans Walter (1852–1932), preußischer Generalleutnant der Eisenbahntruppen
- Wilhelm Plüschow (1852–1930), Fotograf
- Otto Emil Lau (1853–1917), Illustrator und Landschaftsmaler
- Ludwig Dettmann (1856–1937), Maler
- Franz Ziehl (1857–1926), Bakteriologe
- Friedrich Techen (1859–1936), Archivar und Historiker
- Paul Jürges (1864–1927), klassischer Philologe und Bibliothekar
- Gustav Willgeroth (1865–1937), mecklenburgischer Heimat- und Familienforscher
- Karl Krickeberg (1867–1944), Pädagoge, Theaterschauspieler, Theaterleiter, Dramatiker und niederdeutscher Schriftsteller
- Hanna Harder (1868–1936), Frauenrechtlerin und Politikerin
- Gustav Michaelis (1868–1939), Unternehmer und Politiker (DDP)
- Johann Michaelis (1869–1947), Bankier und Politiker (DVP)
- Wilhelm Witt (* 1869), Reichsgerichtsrat
- Karl Scharfenberg (1874–1938), Eisenbahningenieur
- Elisabeth Krämer-Bannow (1874–1945), Völkerkundlerin
- Karl Friederichs (1878–1969), Zoologe, Entomologe und Kolonialbeamter
- Gustav Neckel (1878–1940), Altgermanist und Skandinavist
- Heinrich Steinhagen (1880–1948), Grafiker, Bildhauer und Maler
- Wilhelm Müller (1881–1916), Ethnograph und Expeditionsreisender
- Hans Sivkovich (1881–1968), Politiker (DDP, FVP)
- Martin Eggert (1883–1978), Architekt
- Erich Ochs (1883–1951), Hochschullehrer und Kapellmeister
- Anton von Hohberg und Buchwald (1885–1934), Reichswehr- und SS-Offizier
- Walther Bremer (1887–1926), prähistorischer Archäologe
- Johannes Lange (1891–1938), Psychiater, Neurologe und Hochschullehrer
- Helmuth Wohlthat (1893–1982), Politiker in der Zeit des Nationalsozialismus
- Paul Friedrich Scheffler (1895–1985), Rechtsanwalt und Politiker (LDPD, FDP), MdA
- Alfred Richter (1895–1981), Politiker (NSDAP, DP), Hamburger Senator

### 20. Jahrhundert

#### 1901–1950
- Willy Krogmann (1905–1967), Germanist
- Wilhelm König (1905–1984), Bundesrichter
- Heinrich Gerlach (1906–1988), Marineoffizier
- Franz Ballerstaedt (1909–2001), Verwaltungsjurist
- Karl Baumgarten (1910–1989), Pädagoge, Kantor und Heimatforscher
- Anneliese Most (1912–1982), Politikerin (DFD, SPD), MdHB
- Ulrich Freimuth (1914–2014), Lebensmittelchemiker
- Helmut de Voss (1917–2000), Landwirt, Offizier und Verlagsbuchhändler
- Hans Reincke (1922–2002), Fußballspieler und -trainer
- Günter Lunow (1926–2017), Politiker (SED), Oberbürgermeister der Hansestadt Wismar
- Harald Weinrich (1927–2022), Germanist und Romanist
- Klaus Goldenbaum (* 1928), Diplomat, Botschafter der DDR
- Günter Braun (1928–2008), Schriftsteller
- Herbert Plaeschke (1928–2002), Indologe, Orientarchäologe und Bibliothekar
- Uwe Holmer (1929–2023), Theologe, Pastor und Autor
- Peter Jochen Kruse (1929–2007), Jurist und Politiker (FDP), MdL
- Willi Hellmann (* 1930), Generalinspekteur der Deutschen Volkspolizei (DVP)
- Uwe-Detlev Jessen (1931–2019), Schauspieler, Regisseur und Schauspiellehrer
- Jürgen Settgast (1932–2004), Ägyptologe
- Wilfried Rittau (1932–2022), Kirchenmusiker
- Herbert Holtfreter (1932–2003), Fußballspieler (DDR)
- Joachim Süchting (1933–2004), Betriebswirt und Hochschullehrer
- Joachim Schmidt (1934–2009), Historiker und Politiker (SPD)
- Karl-Henning Seemann (1934–2023), Bildhauer und Zeichner
- Kurt Leuschner (1936–1996), Politiker (SPD), MdB
- Lisa Kuß (* 1938), Volksschauspielerin und Theaterleiterin
- Siegfried Uhlenbrock (1939–2013), Sänger und Komponist
- Hans Kasper (1939–2023), Politiker (SPD)
- Heino Kleiminger (1939–2015), Fußballspieler
- Friedrich von Thien (1939–2021), Boxtrainer
- Udo Drefahl (* 1940), Politiker (SPD)
- Udo Scheel (* 1940), Künstler
- Gunter Pleuger (* 1941), Diplomat
- Klaus Grünberg (* 1941), Schauspieler
- Günter Czichowski (1942–2022), Mathematiker und ehemaliger Fußballspieler
- Christel Buschmann (* 1942), Journalistin, Übersetzerin, Autorin, Produzentin und Regisseurin
- Jörg Auer (1943–2024), Konteradmiral
- Gerhard Behrendt (* 1943), Politiker (SPD)
- Rainer Horbelt (1944–2001), Schriftsteller und Regisseur
- Kurt Krebs (1945–2017), Politiker (CDU), MdL
- Eberhard Kranemann (* 1945), Künstler und Musiker
- Detlef Schmidt (1945–2018), Heimatforscher
- Hans-Friedrich Franck (1946–1973), Opfer an der innerdeutschen Grenze
- Peter Sykora (* 1946), Fußballspieler der DDR
- Klaus-Peter Stein (1946–2013), Fußballspieler
- Jochen Pollex (* 1947), Basketballspieler
- Peter Rauch (* 1947), Schauspieler und Theaterregisseur
- Rosemarie Wilcken (* 1947), Ärztin und Politikerin (SPD)
- Karl-Heinz Moeller (1950–2020), Maler
- Sigmar-Peter Schuldt (1950–2009), Politiker (DVU), MdL

#### 1951–2000
- Peter Bauer (* 1951), Maler, Grafiker und Karikaturist
- Joachim Streich (1951–2022), Fußballspieler und -trainer
- Peter Thulke (* 1951), Zeichner und Cartoonist
- Uwe Schröder (* 1953), Historiker und Museumsleiter
- Wolfgang Huschner (* 1954), Historiker
- Gabriele Knauer (* 1954), Romanistin und Hochschullehrerin
- Harry Weltzin (1955–1983), Soldat, Todesopfer an der innerdeutschen Grenze
- Heike Polzin (* 1955), Politikerin (SPD), MdL
- Mathias Gauer (* 1956), Landeskantor
- Marita Koch (* 1957), Leichtathletin der DDR und Olympiasiegerin
- Roswitha Eberl (* 1958), Kanutin
- Michael Silkeit (* 1959), Politiker (CDU), MdL
- Kerstin Brandt (* 1961), Hochspringerin
- Uwe Rohbeck (* 1961), Schauspieler und Regisseur
- Michael Roolf (* 1961), Politiker (FDP), MdL
- Andreas Zachhuber (* 1962), Fußballspieler und -trainer
- Rüdiger Borchardt (* 1963), Handballspieler
- Jens Diederichs (* 1963), deutscher Politiker (AfD), MdL
- Bettina Jahnke (* 1963), Regisseurin und Intendantin
- Stefan Maelck (* 1963), Schriftsteller und Publizist
- Frank Musilinski (* 1963), Zauberkünstler
- Ingolf Diederichs (1964–1989), deutsches Todesopfer der Berliner Mauer
- Maik Klokow (* 1965), Musical- und Theaterproduzent
- Jacqueline Börner (* 1965), Eisschnellläuferin
- Volker Röhrich (* 1965), Fußballspieler und Trainer
- Timo Dillner (* 1966), Künstler und Schriftsteller
- Andreas von Thien (* 1967), Journalist und Fernsehmoderator
- Kathrin Haacker (* 1967), Olympiasiegerin im Rudern
- Katrin Moeller (* 1967), Historikerin
- Tilo Gundlack (* 1968), Politiker (SPD), MdL
- Marco Tullner (* 1968), Politiker (CDU), MdL
- Heike Axmann (* 1968), Handballspielerin und -trainerin
- Simone Oldenburg (* 1969), Politikerin (Die Linke)
- Thomas Wiegand (* 1970), Elektrotechniker, einer der Väter des H.264/AVC-Videocodecs
- Axl Makana, Musiker
- René Domke (* 1972), Diplom-Finanzwirt und Politiker (FDP)
- Stefan Liebich (* 1972), Politiker (Die Linke), MdA, MdB
- Sven Krüger (* 1974), Neonazi-Kader und Politiker (NPD)
- Ulrike Mundt (* 1976), Bildhauerin
- Hagen Reinhold (* 1978), Politiker (FDP), MdB
- Susanne Bowen (* 1979), politische Beamtin
- Felix Falk (* 1979), Jazzmusiker
- Katrin Meinke (* 1979), Bahnradsportlerin
- Matthi Faust (* 1980), Schauspieler
- Sven Haller (* 1980), Politiker (FDP)
- Stefan Pede (* 1980), Comicautor
- Philipp Baben der Erde (* 1981), Fotograf, Kameramann und Regisseur
- Romy Hiller (* 1981), Journalistin und Tagesschau-Sprecherin
- Steffen Dobbert (* 1982), Journalist und Autor
- Fiete Sykora (* 1982), Fußballspieler
- Anne Rabe (* 1986), Dramatikerin
- Robert Tesche (* 1987), Fußballspieler
- Marcel Meyerdiercks (* 1987), Boxer
- Jan Kurfeld (* 1987), Segelsportler
- Jessica Inacio (* 1991), Handballspielerin
- Wolf-Niclas Schröder (* 1996), Ruderer

- Vèrena Püschel, Journalistin und Fernsehmoderatorin

## Persönlichkeiten, die in Wismar gewirkt haben oder wirken
- Klaus Störtebeker (1360–1401), Anführer der Vitalienbrüder
- Anton Woltreich (1593–1645), Jurist und Syndikus der Hansestadt Wismar
- David Mevius (1609–1670), Jurist[8]
- Christian Othfar (1609–1660), Theologe, Kirchenlieddichter und Arzt in Wismar
- Theodor Nölting (1811–1890), Pädagoge und klassischer Philologe, Rektor der Großen Stadtschule
- Johann Heinrich Sievers (1811–1876), Buchhändler, Publizist
- Dethloff Carl Hinstorff (1811–1882), Buchhändler, Verleger
- Friedrich Wilhelm Winzer (1811–1886), Orgelbauer
- Heinrich Thormann (1816–1890), Architekt
- Heinrich Podeus (1832–1905), Kapitän, Kaufmann, Industrieller
- Edmund Bruder (1845–1911), Orgelbauer
- Hugo Unruh (1854–1923), Arzt und Kreisphysikus in Wismar
- Johannes Karl Ludwig Busch (1869–1953), Architekt
- Sella Hasse (1878–1963), Malerin
- Heinz Dubois (1914–1966), Maler
- Hans Mühlemann (1923–1992), Maler und Grafiker
- Gerd Zielenkiewitz (* 1948), Politiker
- André Bawar (* 1962), Schriftsteller